# پل جانسون
پل جانسون (به انگلیسی: Paul Johnson) مورّخ، نویسنده و روزنامه‌نگار اهل انگلستان است.
در نوامبر ۱۹۲۸ در منچستر انگلستان به دنیا آمد. وی در کالج مگدالن آکسفورد تحصیل کرد آنگاه در دهه ۱۹۵۰ به عنوان نویسنده و سپس سردبیر در نشریه نیو استیتزمن مشغول به کار شد. او کتاب‌های فراوانی نوشته است که کتاب‌های روشنفکران و سقراط مردی برای روزگار ما از جمله کتاب‌های او است. دو کتاب مذکور به ترتیب توسط جمشید شیرازی و هوشمند دهقان به فارسی برگردانده شده‌است.